# Megophtalmidia pytho
Megophtalmidia pytho är en tvåvingeart som beskrevs av Chandler 2006. Megophtalmidia pytho ingår i släktet Megophtalmidia och familjen svampmyggor.
Artens utbredningsområde är Grekland. Inga underarter finns listade i Catalogue of Life.